# Escondido
Escondido è una città degli Stati Uniti d'America, situata nella contea di San Diego, nella California meridionale. Al 2017 la città possedeva una popolazione di 143 911 abitanti.

## Infrastrutture e trasporti
La città è servita dal servizio ferroviario suburbano Sprinter.